# 尤渓県
尤渓県（ゆうけいけん）は中華人民共和国福建省に位置する省直轄の県であり、しばらくの間、三明市の代理管轄下に置かれている。

## 歴史
741年（開元29年）に尤渓県が設置された。

## 行政区画
下部に11鎮、4郷を管轄する。
- 鎮
  - 城関鎮、梅仙鎮、西浜鎮、洋中鎮、新陽鎮、管前鎮、西城鎮、尤渓口鎮、坂面鎮、聯合鎮、中仙鎮
- 郷
  - 湯川郷、渓尾郷、台渓郷、八字橋郷

## 交通

### 鉄道
- 中国鉄路総公司
  - 昌福線
    - 尤渓駅

### 道路
- 高速道路
  - 福銀高速道路
  - 沙厦高速道路

## 出身者
- 朱熹 - 朱子学の創始者